# 巴黎-塞纳大学
巴黎-塞纳大学联盟（法語：Université Paris-Seine）是法国巴黎西部的一个大学与院校共同体（法语：ComUE），成员包括塞尔吉-蓬图瓦兹大学及巴黎西部的其他院校。

## 历史
巴黎-塞纳大学联盟成立于2015年，原名为西巴黎大学联盟，前成员凡尔赛大学退出后加入巴黎-萨克雷大学联盟。
根据2019年10月28日公布的法案，学校将整合入新成立的“CY 塞尔吉-巴黎大学联盟”中。

## 成员
- 塞尔吉-蓬图瓦兹大学 Université de Cergy-Pontoise
- 高等经济商业学院 ESSEC
- 国立高等应用电子学院 ENSEA
- 国际信息处理学校 EISTI
- 国家香水化妆品食用香料高等研究院 ISIPCA
- 凡尔赛国立高等建筑学校 ENSA-V
- 凡尔赛国立高等景观学校 ENSP-V
- 巴黎-塞尔吉国立高等艺术学校 ENSAPC
- 巴黎高等物理学院 SUPMECA
- 工业生物学校 EBI
- 电力及工业生产学校 ECAM-EPMI
- 自由教育高等物理学院 ILEPS
- 信息管理学院 ITESCIA
- 社会服务实践学校 EPSS
- 国际农业发展工程师学校 ISTOM[3]